# Scheelita
A scheelita ou scheelite é um mineral de gênese metamórfica (substância natural) composto quimicamente por tungstato de cálcio (CaWO4), sendo explorada em minérios com vista à obtenção do elemento tungstênio.
| Mineral           | Dureza    | Peso específico | Clivagem                 | Fratura   | Hábitos                                                 | Cor                                                     |
| ----------------- | --------- | --------------- | ------------------------ | --------- | ------------------------------------------------------- | ------------------------------------------------------- |
| Scheelita (CaWO4) | 4,5 a 5,0 | 5,9 a 6,1       | Distinta (segundo {101}) | Irregular | Bipiramidal, prismático, tabular, granular e reniforme. | Branco, amarelo, cinzento, verde, avermelhado, castanho |

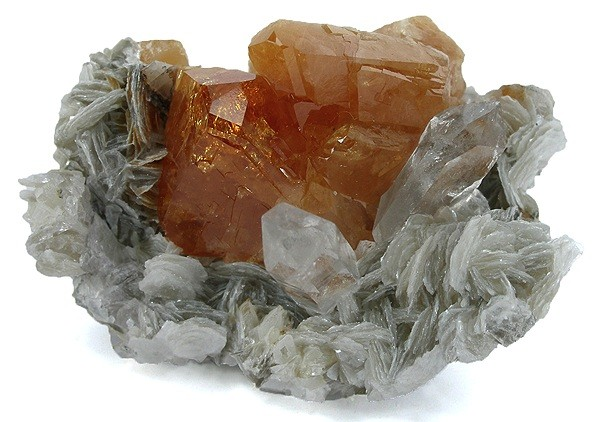

No Brasil, a maior produção histórica de scheelita ocorreu no estado do Rio Grande do Norte, na região do Seridó, especialmente nos municípios de Currais Novos, São João do Sabugi, São Tomé e Acari onde cerca de 36.544 t de concentrado, com teor médio de 73% WO3, foram extraídas de um único depósito nas minas Brejuí, Oiticica, Barra Verde, Boca de Lage e Zangarelhas, desde a sua descoberta em 1942 até 1982.